# Xiphipyrgus tunstalli
Xiphipyrgus tunstalli är en insektsart som beskrevs av Kevan, D.K.M. 1982. Xiphipyrgus tunstalli ingår i släktet Xiphipyrgus och familjen Pyrgomorphidae. Inga underarter finns listade i Catalogue of Life.